# Éramos seis
Éramos seis è un film del 1945 scritto e diretto da Carlos F. Borcosque.

## Produzione
Il film fu girato in Argentina.

## Distribuzione
Distribuito dalla Clasa-Mohme, uscì nelle sale argentine il 30 agosto 1945. Negli Stati Uniti, uscì nel 1947.